# Tim Harden
Tim Harden (Estados Unidos, 27 de enero de 1974) es un atleta estadounidense retirado, especializado en la prueba de 4 x 100 m en la que llegó a ser subcampeón olímpico en 1996.

## Carrera deportiva
En los JJ. OO. de Atlanta 1996 ganó la medalla de plata en los relevos 4 x 100 metros, con un tiempo de 38.05 segundos, llegando a meta tras Canadá y por delante de Brasil, siendo sus compañeros de equipo: Jon Drummond, Michael Marsh, Dennis Mitchell y Tim Montgomery.